# 工布千里光
工布千里光（学名：Senecio kongboensis）为菊科千里光属的植物，为中国的特有植物。分布于中国大陆的西藏等地，生长于海拔3,650米至3,900米的地区，见于高山草地和流石滩湿处，目前尚未由人工引种栽培。